# 7 Pułk Piechoty (LP)

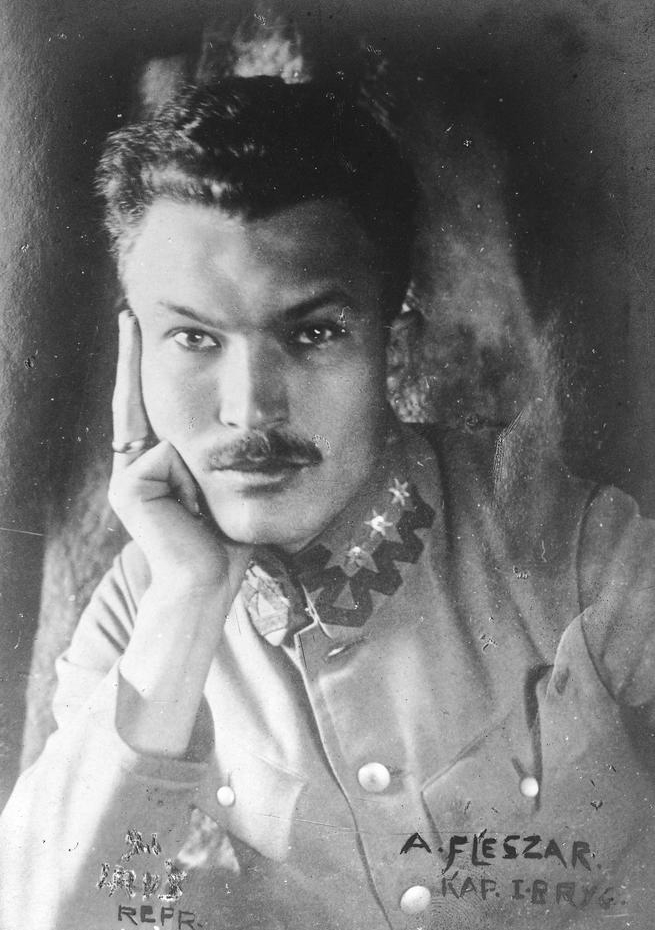
Mjr Albin Fleszar, ostatni dowódca pułku.

7 Pułk Piechoty (7 pp) – oddział piechoty Legionów Polskich istniejący (początkowo nieformalnie) w latach 1915–1916.

## Geneza
W grudniu 1914 roku pododdziały 1 pułku piechoty Legionów Polskich wkroczyły na odpoczynek do Nowego Sącza. Rozpoczął się proces reorganizacji formacji w I Brygadę Legionów Polskich. Prace reorganizacyjne (przerwane bitwą pod Łowczówkiem) trwały około miesiąca. Ostatecznie z dotychczasowych I. i III. batalionu sformowano 1 pułk piechoty pod dowództwem mjr. Śmigłego-Rydza, zaś z II. i IV 5 pułk piechoty mjr. Norwid-Neugebauera, wkrótce zastąpionego przez kpt. Leona Berbeckiego. Dodatkowo sformowano też dwa samodzielne bataliony piechoty – V. i VI.
Kolejną reorganizację w I Brygadzie Legionów Józef Piłsudski przeprowadził w maju 1915 roku. 11 maja w Sobowicach z dwóch samodzielnych batalionów – V. i VI. sformował pułk piechoty. We wewnętrznej numeracji I Brygady otrzymał on numer 3. Na jego dowódcę, Piłsudski wyznaczył mjr. Mieczysława Ryś-Trojanowskiego. Pułk nie został uznany przez komendę austriacką i istniał nieformalnie. Od tej chwili wszystkie pułki I Brygady były dwu batalionowe.

## Walki pułku na ziemi sandomierskiej i lubelskiej
Wkrótce żołnierze nowo utworzonego, nieoficjalnego 7 pułku piechoty w ramach I Brygady wzięli udział w walkach brygady na ziemi sandomierskiej i lubelskiej. Do większych bitew w tym okresie można zaliczyć bitwę pod Ożarowem (25–29 czerwca) oraz Jastkowem (31 lipca – 3 sierpnia).

## Walki pułku na Wołyniu
Pod koniec sierpnia 1915 roku pułk, wraz z I Brygadą zostaje skierowany na Wołyń. Tam, jesienią 1915 roku walczył w składzie grupy Rydza-Śmigłego. Do ważniejszych bitew w tym okresie, w których 7 pułk wziął udział były walki w rejonie Kostiuchnówki, Kukli i Kamieniuchy.
23 października, wobec ciężkiej choroby mjr. Ryś-Trojanowskiego, tymczasowe dowództwo pułku objął por. Leopold Kula-Lis.
27 listopada 1915 roku komendant Legionów Polskich, Karol Durski-Trzaska wydał rozkaz nakazujący przyjęcie w I Brygadzie organizacji wprowadzonej przez dowództwo austro-węgierskie, tj. brygada miała liczyć dwa pułki piechoty, każdy składający się z trzech batalionów. Zabronił też stosowania w Brygadzie wewnętrznej numeracji pułków. Rozkaz ten wymierzony w osobę Piłsudskiego, w praktyce oznaczał likwidację 7 pułku piechoty. Został on w I Brygadzie Legionów zlekceważony.
Zimę 1915/1916 pułk wraz z I Brygadą spędził na Wołyniu, stacjonując we wsi Karasin. 1 grudnia nastąpiła zmiana na stanowisku dowódcy 7 pułku – został nim mjr. Michał Rola-Żymierski.
W ostatnich dniach kwietnia 1916 roku I Brygada zluzowała II Brygadę na pozycjach w rejonie Kostiuchnówki, rozpoczynając służbę frontową. 7 pułk piechoty otrzymał zadanie obsadzenia najtrudniejszego odcinka pozycji I Brygady – tzw. Redutę Piłsudskiego. Był to centralny punkt, wysunięty tuż przed stanowiska nieprzyjaciela.
30 maja 1916 roku, podczas uroczystości związanych z pierwszą rocznicą powstania 4 pułku piechoty Komenda Legionów ogłosiła oficjalne zatwierdzenie 7 pułku piechoty I Brygady, składającego się z dwóch batalionów – V. i VI.
W 30 czerwca 1916 roku dowódcą 7 pułku został mianowany mjr Albin Fleszar.
4 lipca 1916 roku pozycje legionowe w rejonie Kostiuchnówki zostały zaatakowane przez wojska rosyjskie. Początkowo rosyjski ogień artyleryjski objął całość linii zajętych przez Legiony Polskie, później skupił się na stanowiskach 5. i 7. pułku piechoty. Wieczorem, około godziny 18.00 zostały zaatakowane pozycje 7 pułku piechoty. Ataki odparto dzięki zmasowanemu ogniowi karabinów maszynowych. Jednakże odejście sąsiadującego 5 pułku z pierwszej pozycji obronnej wymusiło wycofanie głównych sił 7 pułku na tzw. pozycję poprzeczną. Na pierwotnych pozycjach pozostawiono tylko silne posterunki. Na następny dzień zaplanowano ponowne zajęcie pozycji na pierwszej linii przez 5. i 7. pułk piechoty przy wsparciu pododdziałów 3., 6. pułku oraz piechoty austriackiej. Plany udaremniło rosyjskie natarcie, które znów zmusiło legionistów do cofnięcia się. Rankiem, trzeciego dnia Rosjanie przeprowadzili kolejne natarcie na pozycje 7. pułku piechoty oraz 2. pułku ułanów. Atak załamał się pod ogniem karabinów maszynowych i dział. Wieczorem do ataku rzucono kawalerię, której atak również został odparty. Jednak Rosjanie przełamali linię obrony na odcinku obsadzonym przez grupę korpusu Fatha, co zmusiło oddziały legionowe do wycofania się nad Stochód.
W drugiej połowie lipca oddziały legionowe, w tym 7 pułk piechoty zajęły pozycje nad Stochodem w rejonie Sitowicz. Walki w tym rejonie miały charakter pozycyjny.

## Likwidacja pułku
Wobec planów utworzenia na bazie Legionów nowej formacji – Polskiego Korpusu Posiłkowego, 6 października 1916 roku Legiony Polskie zostały wycofane z frontu i skierowane na odpoczynek na Nowogródczyznę. Przeprowadzono reorganizację podczas której rozwiązaniu uległ 7 pułk piechoty. Jego dotychczasowi żołnierze wzmocnili 1. i 5. pułk piechoty.

## Plan sformowania 7 Pułku Piechoty w lutym 1916 roku
W lutym 1916 roku c. i k. Komenda Grupy Legionów Polskich na ustny rozkaz c. i k. Komendy Legionów Polskich rozpoczęła formowanie 7 pułku piechoty pod nazwą „Batalion Uzupełniający Nr IV”. 17 lutego 1916 roku zorganizowano 1 i 2 kompanię liczące po dwóch oficerów i 160 żołnierzy oraz 3 kompanię o stanie jednego oficera i 76 szeregowców. Kompanie 1 i 2 były już przeszkolone do służby polowej. Tego samego dnia pułkownik Zygmunt Zieliński zwrócił się z prośbą do c. i k. Komendy Legionów Polskich o wystąpienie przez nią do Naczelnej Komendy Armii „o zezwolenie do tworzenia tego pułku”. Ponadto komendant Grupy Legionów Polskich przedstawił propozycje personalne oraz uzupełnień nowego oddziału przez I i II Brygadę. Pułkownik Zieliński proponował wyznaczyć: kapitana Jakubowskiego z dniem 1 marca na komendanta I baonu, majora Albina Fleszara lub majora Tadeusza Furgalskiego na komendanta pułku oraz kapitana Henryka Pomazańskiego na komendanta III baonu. Komendant Grupy Legionów przewidywał, że II baon zostanie zorganizowany w maju 1916 roku, a po jego przeszkoleniu pułk, w składzie dwóch batalionów, mógłby zostać użyty na froncie. Pułkownik Zieliński proponował by I baon został uzupełniony przez II Brygadę, II baon przez I Brygadę, natomiast III baon w połowie przez obie brygady.
27 lutego 1916 roku pułkownik Zieliński, w wykonaniu rozkazu L. 203 Komendy Legionów Polskich, złożył meldunek o „zwinięciu” baonu Nr IV i utworzeniu w jego miejsce baonu rekrutów pod tymczasową komendą kapitana Jana Jakubowskiego. W skład nowego pododdziału zostali włączeniu wszyscy rekruci z batalionów uzupełniających nr I–III.

## Kadra
- lekarz pułku - por. lek. Felicjan Sławoj Składkowski (od 11 V 1915)
- oficer prowiantowy - obywatel Horowic[23]